# Riu de Cornet
El riu de Cornet és un afluent del Llobregat que neix al terme de Gaià, als altiplans que limiten amb el Lluçanès i desemboca ja al terme de Sallent, en ple nucli urbà. Pren el nom del petit nucli de Cornet al terme de Sallent, per on passa, i té associada una vall amb el seu mateix nom. En el seu recorregut es troba la resclosa del Graner que constitueix una de les poques restes d'un conjunt de molins hidràulics que havien existit en tot el terme municipal de Sallent.